# مرد سفیدپوست خشمگین
" مرد سفید خشمگین" یا " مذکر سفید خشمگین" عبارتی تحقیرآمیز برای مردان سفیدپوست دارای دیدگاه‌های محافظه کارانه یا راست گرایانه در زمینه سیاست ایالات متحده است که مشخصه آن اغلب «مخالفت با باورها و سیاست‌های ضد تبعیض آمیز لیبرال» است.

## توسعه
این اصطلاح معمولاً به یک بلوک رای سیاسی اشاره دارد که در اوایل دهه ۱۹۹۰ به عنوان واکنشی نسبت به بی عدالتی‌هایی که مردان سفیدپوست در مواجهه با سهمیه‌های تبعیض آمیز مثبت در محل کار در برابر آن قرار گرفتند ظهور کرد. مردان سفیدپوست خشمگین با خصومت با جوانان، زنان یا اقلیت‌ها و به‌طور کلی لیبرالیسم مشخص می‌شوند. برخی از مفسران سیاسی طرفداران مرد دونالد ترامپ را مردان سفیدپوست عصبانی توصیف کرده‌اند.

## در فرهنگ عامه
این اصطلاح در مورد کسانی اعمال می‌شود که تصور می‌رود مخالف جنبش حقوق مدنی و فمینیسم موج دوم باشند.
فیلم‌های جو، گاو خشمگین، فروپاشی، کاب، خدا آمریکا را در پناه خود نگه دارد، جوکر و بازی کلینت ایستوود در هری کثیف و گران تورینو به عنوان کاوش‌هایی در مورد مرد سفید عصبانی توصیف شده‌اند. به ویژه، قهرمان اصلی فروپاشی (یک کارگر طلاق گرفته و بیکار بخش دفاع که به خاطر شانس و انتخاب خود به تنگنای فزاینده ای از عصبانیت و خشونت می‌رسد) به‌طور گسترده به عنوان نمادی از این کلیشه گزارش شده‌است.
والتر وایت در مجموعه تلویزیونی بریکینگ بد  همچنین به عنوان «یک مرد سفید عصبانی» توصیف شده‌است.